# Đấu tranh Dân chủ Tháng Sáu
Đấu tranh Dân chủ Tháng Sáu (tiếng Hàn: 6월 민주 항쟁), còn gọi là Phong trào Dân chủ Tháng Sáu hay Khởi nghĩa Tháng Sáu, là một phong trào ủng hộ dân chủ toàn quốc tại Hàn Quốc, với các cuộc biểu tình quần chúng từ ngày 10 đến ngày 29 tháng 6 năm 1987. Các cuộc biểu tình buộc chính phủ cầm quyền phải tổ chức bầu cử tổng thống trực tiếp và tiến hành các cải cách dân chủ khác, dẫn đến việc thành lập nền Cộng hòa thứ sáu, tức chính phủ Hàn Quốc ngày nay.
Vào ngày 10 tháng 6, chế độ quân sự của Tổng thống Chun Doo-hwan tuyên bố lựa chọn Roh Tae-woo làm tổng thống tiếp theo. Việc chỉ định công khai người kế nhiệm Chun Doo-hwan được cho là sự xúc phạm cuối cùng đối với quá trình sửa đổi hiến pháp Hàn Quốc luôn bị trì hoãn, vốn dĩ sẽ cho phép bầu cử trực tiếp tổng thống. Mặc dù việc sinh viên và các nhóm khác tiến hành biểu tình nhằm áp lực lên chế độ đã diễn ra một thời gian, nhưng thông báo cuối cùng này gây ra những cuộc biểu tình lớn và có hiệu quả.
Do không muốn sử dụng bạo lực trước Thế vận hội năm 1988 tại Seoul (thu hút sự chú ý lớn trên toàn thế giới), và tin rằng Roh Tae-woo có thể giành chiến thắng trong các cuộc bầu cử mang tính cạnh tranh vì có sự chia rẽ trong phe đối lập, Chun Doo-hwan và Roh Tae-woo nhanh chóng đáp ứng các yêu cầu chính là bầu cử tổng thống trực tiếp và khôi phục các quyền tự do dân sự. Mặc dù Roh Tae-woo được bầu hợp pháp làm tổng thống vào tháng 12 năm đó, việc củng cố một chế độ dân chủ tự do tại Hàn Quốc đã được tiến hành.

## Bối cảnh

### Bầu cử tổng thống gián tiếp
Kể từ khi Tổng thống Park Chung-hee cho thực thi Hiến pháp Yushin vào năm 1972, các tổng thống Hàn Quốc được bầu gián tiếp bởi Hội nghị Thống nhất Quốc gia, là một đại cử tri đoàn. Hệ thống này vẫn tồn tại ngay cả sau khi Park Chung-hee bị ám sát và Choi Kyu-hah lên thay thế; Choi sau đó cũng bị Chun Doo-hwan thay thế trong vòng vài tháng sau trong Cuộc đảo chính ngày 12 tháng 12. Vì đại cử tri đoàn nói chung do chính chế độ tự tay lựa chọn, nên họ không đại diện cho bất kỳ hình thức kiểm tra dân chủ nào đối với quyền lực của tổng thống.
Chun Doo-hwan tìm cách nâng cao vị thế của mình trong nước và quốc tế bằng cách tạo ra một vẻ ngoài dân chủ đại diện, ông cho tiến hành tổ chức bầu cử quốc hội vào năm 1985. Mặc dù đảng cầm quyền chỉ mất vài ghế, nhưng kết quả này là một chiến thắng lớn về mặt tinh thần cho phe đối lập, do Kim Dae-jung và Kim Young-sam lãnh đạo. Yêu cầu chính của phe đối lập là bầu cử tổng thống trực tiếp, và Chun Doo-hwan tìm cách ngăn chặn điều này bằng cách bắt đầu một chiến dịch làm chậm trễ và trì hoãn. Để đối phó với làn sóng phản đối của công chúng vào tháng 2 năm 1986, Chun Doo-hwan đồng ý cho phép quốc hội tranh luận về việc thay đổi hiến pháp. Mặc dù một ủy ban quốc hội đã tranh luận về nhiều đề xuất khác nhau trong nhiều tháng, nhưng đến ngày 13 tháng 4 năm 1987, Chun Doo-hwan đình chỉ luôn cả ủy ban này cho đến sau Thế vận hội, với lý do cần phải có "đoàn kết dân tộc" trước đại hội. Hành động này làm gia tăng tình trạng bất ổn và tình cảm chống chính phủ, đặc biệt là khi cư dân ở nhiều khu vực của Seoul như Mok-dong phải di dời để nhường chỗ cho các cơ sở hạ tầng đã được quy hoạch, nhưng Chun Doo-hwan vẫn tiếp tục chương trình của mình để đưa Roh Tae-woo làm người kế nhiệm. Trong khi đó, tình cảm chống chính phủ ngày càng gia tăng trong công chúng; một cuộc khảo sát vào tháng 5 năm 1987 về "tầng lớp trung lưu" đăng trên Hankook Ilbo cho thấy 85,7% số người được hỏi cảm thấy rằng họ "mong muốn bảo vệ nhân quyền nhiều hơn, ngay cả khi phải trả giá bằng tăng trưởng kinh tế".
Trong suốt thời kỳ này, phong trào lao động, các sinh viên đại học và các nhà thờ cụ thể đã tham gia vào một liên minh hỗ trợ lẫn nhau nhằm gây áp lực ngày càng tăng lên chế độ. Điều này đã huy động một bộ phận xã hội dân sự, cùng với phe đối lập chính trị, họ sau đó hình thành nên cốt lõi của cuộc phản kháng đại chúng trong các sự kiện có tính quyết định vào tháng 6.

### Phong trào sinh viên và cái chết của Park Jong-chul

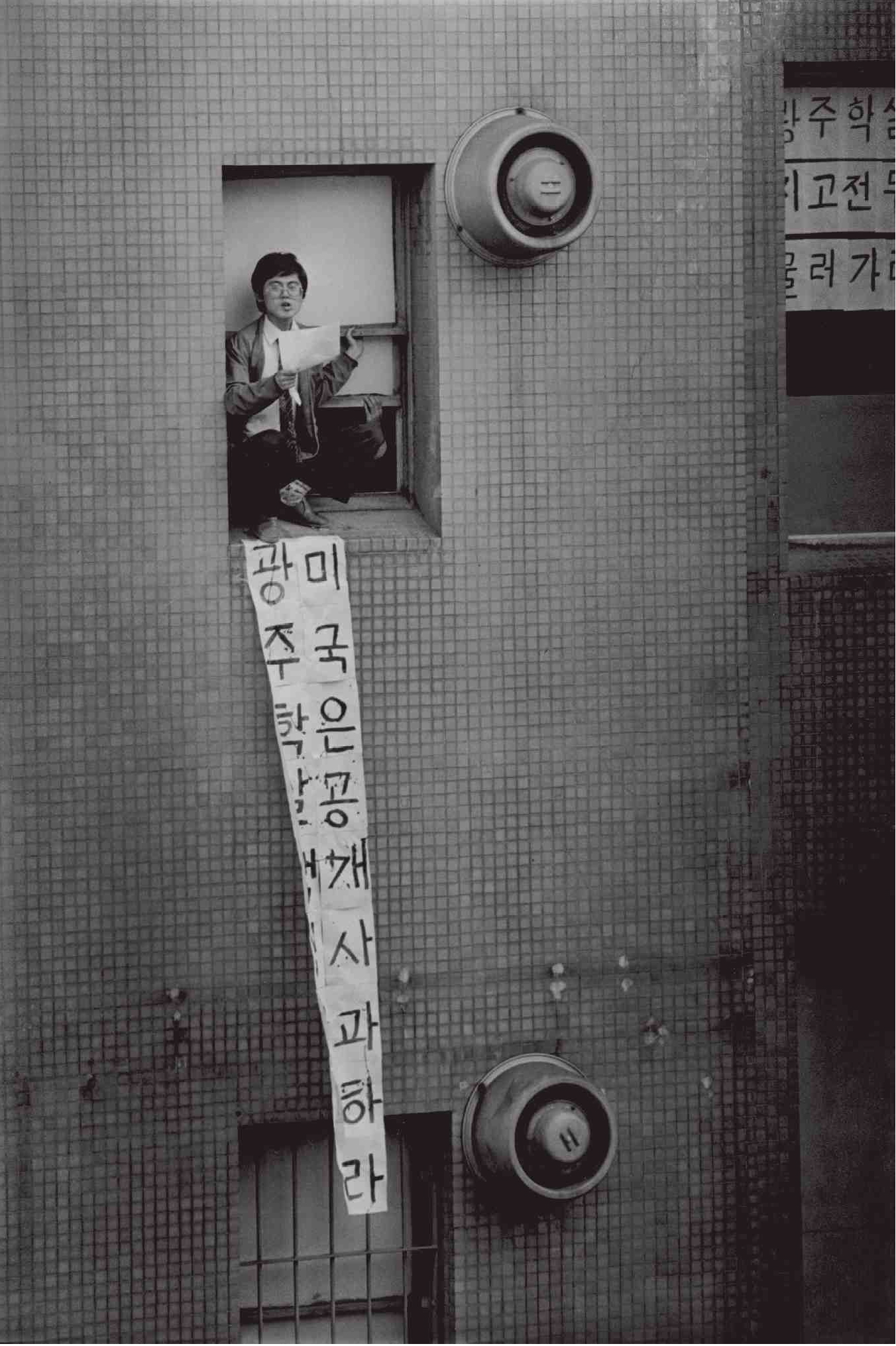
Sinh viên chiếm đóng Trung tâm Văn hóa Hoa Kỳ Seoul vào ngày 23 tháng 5 năm 1985

Trong thập niên 1980, nhiều nhà hoạt động sinh viên trong các trường đại học đấu tranh chống lại chế độ độc tài của Chun Doo-hwan sau khởi nghĩa Gwangju năm 1980. Chủ nghĩa cấp tiến sinh viên trở nên đặc biệt phổ biến trong những năm trước năm 1987, với 469.000 sinh viên tham gia biểu tình vào năm 1985. Vào ngày 23 tháng 5 năm 1985, sinh viên chiếm giữ trung tâm văn hóa của Dịch vụ Thông tin Hoa Kỳ (USIS) tại Seoul, yêu cầu một lời xin lỗi do cáo buộc Hoa Kỳ đồng lõa với hành động của chính phủ Hàn Quốc tại Gwangju, cũng như chấm dứt hỗ trợ cho chính phủ Chun Doo-hwan. Vụ việc và phiên tòa sau đó được giới truyền thông khắp cả nước chú ý đáng kể, cũng như có những nỗ lực bắt chước các hành động này. Ngày 3 tháng 5, các cuộc tuần hành sinh viên tại Incheon nhắm vào các văn phòng của cả Đảng Công lý Dân chủ cầm quyền cũng như phe đối lập là Đảng Dân chủ Hàn Quốc mới được chính thức công nhận, do không khí căng thẳng về lập trường thỏa hiệp của phe đối lập đối với chính phủ.
Vào ngày 13 tháng 1 năm 1987, nhà hoạt động Park Jong-chul, chủ tịch hội sinh viên khoa ngôn ngữ học của Đại học Quốc gia Seoul, bị cảnh sát bắt giữ. Trong khi bị thẩm vấn, Park từ chối thú nhận nơi ở của một trong những nhà hoạt động cùng mình. Trong quá trình thẩm vấn, chính quyền dùng kỹ thuật tấn nước để tra tấn anh, khiến anh chết do ngạt thở vào ngày 14 tháng 1. Vào ngày 7 tháng 2, các cuộc tuần hành phản đối được tổ chức để tưởng nhớ anh và xảy ra các cuộc đụng độ với cảnh sát trên khắp đất nước. Vào ngày 3 tháng 3, tức nhân dịp 49 ngày sau khi Park mất, các nhóm Phật giáo hợp tác với phe đối lập và cho phép chùa Jogyesa ở Seoul được sử dụng làm căn cứ cho các cuộc tụ họp trên toàn quốc.
Thông tin xung quanh cái chết của Park Jong-chol ban đầu bị che giấu, tuy nhiên Hiệp hội Tư pháp Linh mục Công giáo (CPAJ) tiết lộ chi tiết cho công chúng, bao gồm cả việc chính quyền cố tình che đậy vào dịp Lễ tưởng niệm các nạn nhân của vụ thảm sát Gwangju vào ngày 18 tháng 5, điều này càng thổi bùng thêm tình cảm của công chúng. Vào ngày 23 tháng 5, một cuộc họp của các nhóm đối lập được tổ chức, và thông báo rằng họ sẽ tổ chức các cuộc tuần hành đại chúng vào ngày 10 tháng 6. Liên minh này lấy tên là Liên minh Quốc gia vì một Hiến pháp Dân chủ, hay Guk-bon.

### Cái chết của Lee Han-yeol

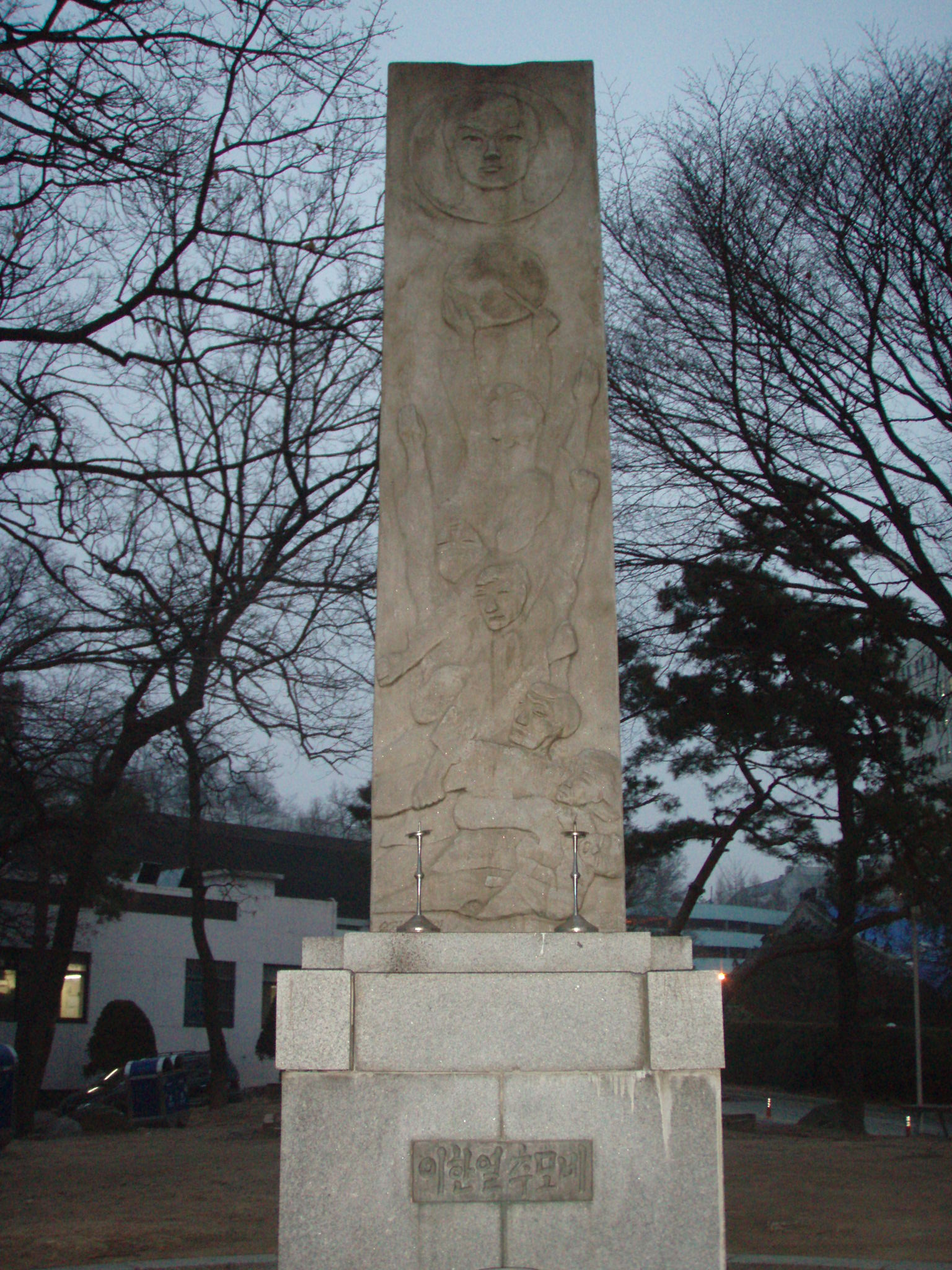
Đài tưởng niệm Lee Han-yeol

Vào ngày 9 tháng 6, các nhóm sinh viên trên toàn quốc xuống hiện trường và huy động tại các trường sở trên khắp cả nước để chuẩn bị cho cuộc biểu tình rầm rộ theo kế hoạch vào ngày 10 tháng 6. Vào lúc 2 giờ chiều, sinh viên Lee Han-yeol của Đại học Yonsei bị thương nặng khi một lựu đạn hơi cay xuyên qua hộp sọ của anh. Một bức ảnh được lan truyền rộng rãi ghi lại cảnh anh bị thương và được một bạn học đưa đi. Trong tình trạng nguy kịch, anh nhanh chóng trở thành một biểu tượng của các cuộc biểu tình tiếp theo trong những tuần sau đó. Cuối cùng anh qua đời vì vết thương vào ngày 5 tháng 7, sau khi chế độ đồng ý với yêu cầu của người dân. Hơn 1,6 triệu người dân tham dự tang lễ quốc gia của anh, được tổ chức vào ngày 9 tháng 7. Anh được chôn cất tại Nghĩa trang Quốc gia 18 tháng 5.

## Các cuộc tuần hành chính
Hiến pháp năm 1980 giới hạn tổng thống chỉ có một nhiệm kỳ bảy năm. Mặc dù có thể gia hạn nhiệm kỳ thông qua sửa đổi hiến pháp, nhưng về mặt pháp lý thì điều đó sẽ không áp dụng cho tổng thống đương nhiệm, do vậy trên thực tế loại trừ Chun Doo-hwan khỏi chức vụ sau năm 1987. Tuy nhiên, hiến pháp vẫn trao quyền cho văn phòng tổng thống một số quyền lợi đáng kể, và hoạt động chính trị liên tục bị đàn áp.
Việc đề cử Roh Tae-woo làm người kế nhiệm Chun Doo-hwan được lên kế hoạch vào ngày 10 tháng 6, cùng ngày diễn ra các cuộc biểu tình theo lịch trình. Khi ngày đó đến gần, chính quyền thực hiện các biện pháp để trấn áp những người bất đồng chính kiến. Thủ lĩnh sinh viên Đại học Hàn Quốc Lee In-young bị bắt vào ngày 2 tháng 6. Vào ngày 8 tháng 6, Bộ Nội vụ và Bộ Tư pháp tuyên bố phủ đầu rằng các hành động được lên kế hoạch là tụ tập bất hợp pháp, và Guk-bon là một "tổ chức lật đổ". Gần 5.000 người bất đồng chính kiến bị bắt trong các cuộc đột kích trong đêm, và 700 thủ lĩnh phe đối lập bị quản thúc tại gia. Đảng Công lý Dân chủ tập hợp tại nơi diễn ra lễ đề cử Roh Tae-woo, buổi lễ khai mạc lúc 6 giờ chiều ngày 10 tháng 6 tại sân thi đấu trong nhà Jamsil tại Seoul. Khi sinh viên đến Tòa thị chính Seoul gần đó, cảnh sát ngay lập tức bắt đầu tấn công. Bất chấp nỗ lực của cảnh sát, Cuộc biểu tình toàn quốc chống lại việc che đậy và cái chết do tra tấn của Park Jong-chul và để bãi bỏ Hiến pháp (박종철군 고문치사 조작, 은폐 규탄 및 호헌철폐 국민대회) được tổ chức thành công tại 18 thành phố trên cả nước. Các vụ đụng độ bạo lực nổ ra giữa cảnh sát và người biểu tình trên khắp Seoul. Nhiều người lái xe bày tỏ phản đối với chính phủ bằng cách bấm còi hàng loạt. Trận đấu bóng đá giữa Hàn Quốc và Ai Cập bị hủy sau khi một lượng lớn hơi cay của cảnh sát bao trùm sân thi đấu. Tổng cộng có 3.831 người bị bắt giữ.
Tối hôm đó, sinh viên tại Seoul chạy trốn cảnh sát bằng cách tiến vào Nhà thờ lớn Myeongdong, địa điểm này đã trở thành một trung tâm lớn của phe đối lập tôn giáo đối với chế độ độc tài. Sau khi không thể rời đi do bị cảnh sát phong tỏa, họ bắt đầu toạ kháng bên trong tòa nhà. Hồng y Kim Su-hwan thông báo rằng các linh mục sẵn sàng ra tiền tuyến để ngăn chặn cảnh sát xông vào tòa nhà. Nhà thờ trở thành tâm điểm và diễn đàn công cộng cho những người biểu tình, thu hút một lượng lớn sự hỗ trợ từ bên ngoài. Vào ngày 11 tháng 6, một nghìn sinh viên cố gắng vào nhà thờ để tham gia chiếm đóng nhưng bị cảnh sát chống bạo động chặn lại. Cuộc toạ kháng kết thúc vào ngày 15 tháng 6, sau khi chính phủ tuyên bố sẽ không trừng phạt những người chiếm đóng nếu họ rời khỏi nhà thờ vào ngày này. Do thành công rời khỏi tòa nhà mà không bị bắt, việc chiếm đóng được cho là một chiến thắng và khuyến khích phong trào. Cùng ngày khi cuộc toạ kháng kết thúc, ước tính có khoảng 60.000 sinh viên biểu tình tại 45 trường trên cả nước.
Các cuộc biểu tình từ ngày 10 tháng 6 trở đi khác với các cuộc biểu tình trước đó trong cùng năm do có mức độ tham gia đông đảo. Trong khi các cuộc biểu tình ban đầu do các nhóm đối lập và sinh viên thúc đẩy, thì các cuộc biểu tình tháng 6 chứng kiến sự tham gia ngày càng tăng từ các thành phần dân chúng khác, bao trùm mọi tầng lớp xã hội. Công nhân cổ cồn trắng ném cuộn giấy vệ sinh từ các văn phòng, vỗ tay và bày tỏ ủng hộ. Những nhân viên văn phòng tham gia biểu tình được mệnh danh là "lữ đoàn cà vạt" vì đồng phục công sở của họ. Các cuộc biểu tình cũng lan rộng đến các thành phố mà công chúng từng ít có bất đồng quan điểm, chẳng hạn như Daejeon.
Vào ngày 18 tháng 6, "Cuộc biểu tình toàn quốc về việc xóa bỏ lựu đạn hơi cay" (tiếng Hàn: 최루탄추방국민대회) khiến 1,5 triệu người xuống đường. Viết cho New York Times, Clyde Haberman mô tả cảnh sát "[mất] quyền kiểm soát đường phố" vào ngày này. Tại Busan, trung tâm thành phố xung quanh bùng binh Seomyeon bị lấp đầy với 300.000 người biểu tình, buộc cảnh sát phải từ bỏ việc bắn hơi cay. Các cuộc biểu tình liên quan được tổ chức tại 247 địa điểm ở 16 thành phố trên toàn quốc. Đêm đó, một người biểu tình là Lee Tae-chun bị thương nặng tại Busan sau khi rơi từ cầu vượt do cảnh sát thả hơi cay vào cấu trúc này. Vào ngày 19 tháng 6, Quyền Thủ tướng Lee Han-key đe dọa "các biện pháp phi thông thường" trong một bài phát biểu trên truyền hình nếu các cuộc biểu tình không chấm dứt. Cùng ngày, Chun Doo-hwan ra lệnh huy động quân đội, nhưng lo sợ vụ thảm sát Gwangju bạo lực sẽ tái diễn nên ông hủy bỏ lệnh trong vòng vài giờ.
Vào ngày 21 tháng 6, 40 nhà lãnh đạo Guk-bon đề xuất một danh sách bốn yêu cầu lên chính phủ. Họ yêu cầu hủy bỏ biện pháp đình chỉ cải cách hiến pháp ngày 13 tháng 4, trả tự do cho tất cả tù nhân lương tâm, đảm bảo các quyền lợi về tự do hội họp, tuần hành, và báo chí, đồng thời chấm dứt việc cảnh sát sử dụng hơi cay. Một ngày biểu tình toàn quốc nữa sẽ được tổ chức nếu những yêu cầu này không được đáp ứng trước ngày 26 tháng 6. Khi chính phủ từ chối thỏa hiệp, Đại tuần hành hòa bình toàn quốc (tiếng Hàn: 국민평화대행진) được tổ chức; hơn 1 triệu người tham gia tại các thành phố trên khắp Hàn Quốc, nhiều hơn gấp ba lần số người tham gia biểu tình vào ngày 10 tháng 6. 100.000 cảnh sát chống bạo động được triển khai trên toàn quốc để chặn các điểm biểu tình, nhưng điều này không đủ để ngăn chặn các cuộc biểu tình. Gwangju chứng kiến các cuộc biểu tình lớn nhất kể từ Cuộc khởi nghĩa năm 1980, và dân thường đông áp đảo cảnh sát đến mức họ có thể thực hiện thành công các cuộc tụ họp ôn hòa tại Suwon, Mokpo và Yeosu. Vào ngày này, hơn 3.469 vụ bắt giữ được báo cáo trên toàn quốc.
Cuối cùng, Roh Tae-woo ban hành Tuyên bố 29 tháng 6, chấp nhận yêu cầu của người biểu tình bằng cách hứa sửa đổi Hiến pháp và trả tự do cho các tù nhân chính trị, bao gồm cả lãnh đạo phe đối lập Kim Dae-jung, người bị quản thúc tại gia kể từ khi ông trở về nước vào năm 1985 sau thời gian sống lưu vong. Tuyên bố này được Tổng thống Chun Doo-hwan chính thức phê chuẩn hai ngày sau đó.

## Hậu quả

### Cuộc đấu tranh lao động lớn năm 1987

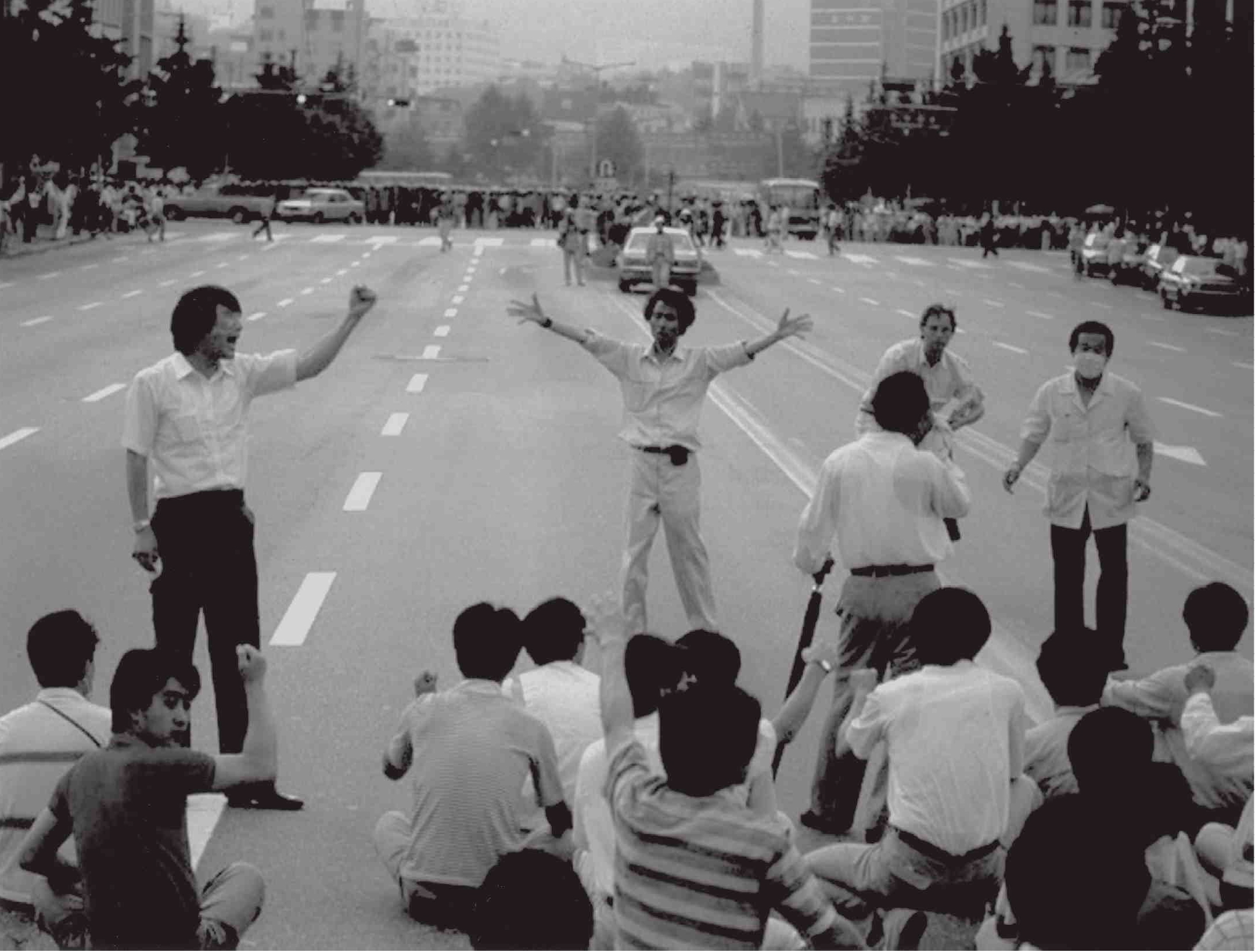
Biểu tình tại Seoul

Trước năm 1987, các phong trào lao động tại Hàn Quốc từ lâu đã đóng vai trò quan trọng trong các phong trào đối lập chống lại chế độ độc tài quân sự của đất nước. Vai trò của họ vào tháng 6 năm 1987 tiếp tục khuyến khích họ và cho phép họ củng cố vị thế của mình. Sau Cuộc nổi dậy Dân chủ Tháng Sáu, Công đoàn động cơ Hyundai được thành lập tại Ulsan vào ngày 5 tháng 7. Nhiều công nhân trên cả nước bắt đầu thành lập công đoàn và thực hiện các hành động nhằm yêu cầu các điều kiện tốt hơn bằng cách đình công. Trong vòng một năm, 4.000 công đoàn mới đại diện cho khoảng 700.000 công nhân được thành lập và số thành viên công đoàn tăng từ 1,06 triệu năm 1986 lên 1,98 triệu vào năm 1990. Công nhân Daewoo Lee Suk-kyu thiệt mạng sau khi bị đánh 
bằng một hộp hơi cay vào ngày 22 tháng 8, và công nhân Hyundai chiếm giữ Tòa thị chính Ulsan vào ngày 2 tháng 9. Vào ngày 29 tháng 9, chính phủ tuyên bố sẽ thực hiện các bước để đưa người lao động thành "tầng lớp trung lưu". Tổng cộng có 3.492 vụ tranh chấp lao động được chính phủ ghi nhận trong khoảng thời gian từ ngày 29 tháng 6 đến ngày 15 tháng 9, với trung bình là 44 "hành động công nghiệp" diễn ra mỗi ngày trong giai đoạn này.

### Sửa đổi Hiến pháp

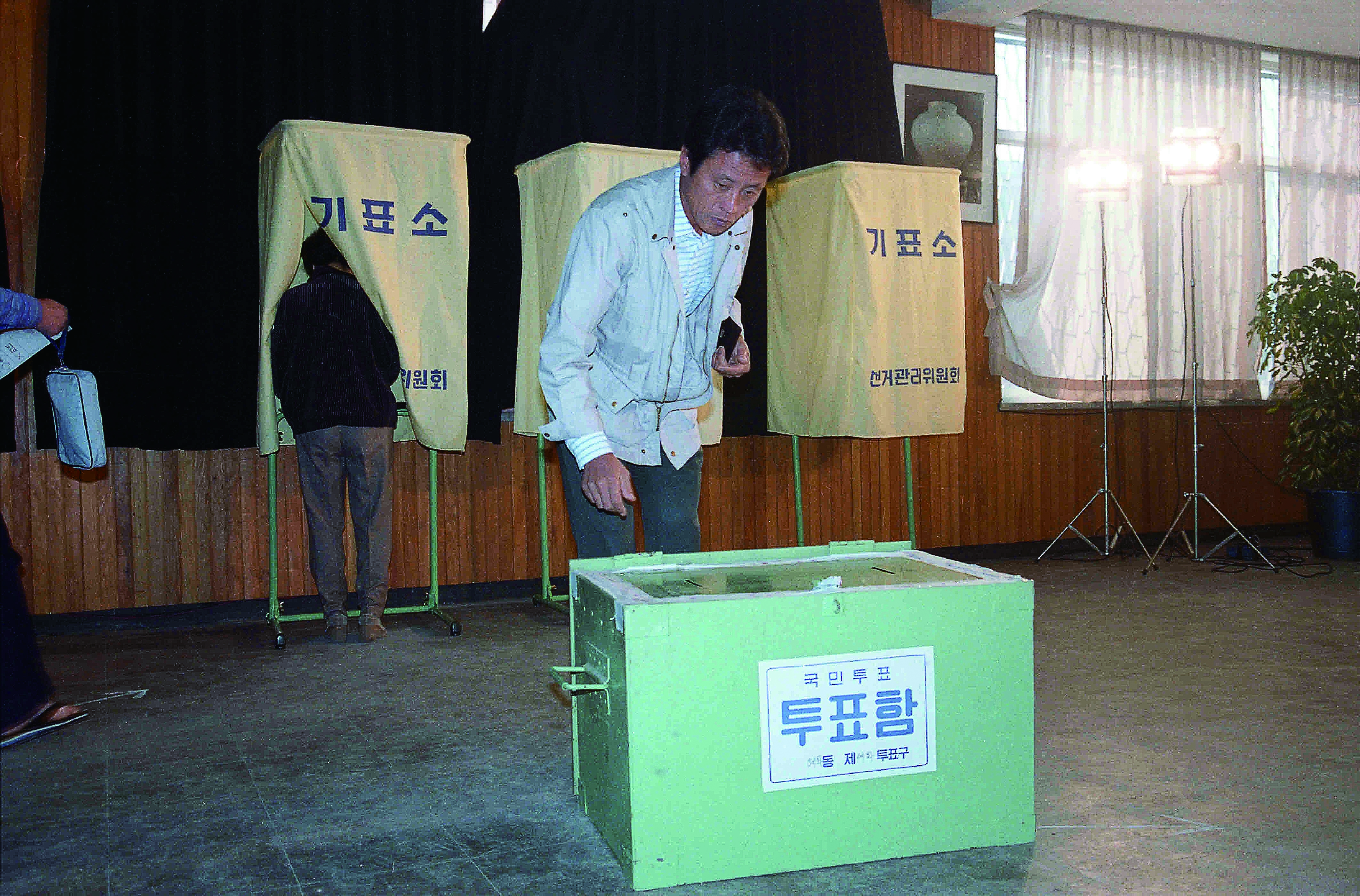
Người dân bỏ phiếu trong cuộc trưng cầu dân ý về hiến pháp

Sau Tuyên bố ngày 29 tháng 6, quá trình sửa đổi hiến pháp bắt đầu một cách nghiêm túc. Vào ngày 12 tháng 10, dự luật hiến pháp được thông qua và được phê chuẩn trong trưng cầu dân ý công chúng được tổ chức vào ngày 28 tháng 10, với 94,4% phiếu bầu ủng hộ của cử tri. Hiến pháp mới chính thức có hiệu lực vào ngày 25 tháng 2 năm 1988, khi Roh Tae-woo nhậm chức tổng thống.
Hiến pháp thứ 10 tăng cường quyền công dân. Các quyền tự nhiên và pháp lý được quy định rõ ràng, bầu cử tổng thống trực tiếp được thực hiện và quyền lực của tổng thống bị giảm bớt sang cho Quốc hội Hàn Quốc.

### Bầu cử dân chủ
Roh Tae-woo vẫn được đề cử làm ứng cử viên tổng thống của Đảng Công lý Dân chủ vào ngày 10 tháng 6. Roh Tae-woo có đủ sự ủng hộ hợp pháp trong cử tri Hàn Quốc để cạnh tranh trong cuộc bầu cử vào tháng 12 năm 1987. Vị thế của ông được cải thiện đáng kể do phe đối lập bị chia rẽ, như Kim Dae-jung và Kim Young-sam không thể đoàn kết, hoặc thậm chí về việc ủng hộ hệ thống bỏ phiếu hai vòng.
Hai tuần trước cuộc bầu cử tổng thống, Chuyến bay 858 của Korean Air phát nổ khi đang bay đến Bangkok. Tiết lộ về âm mưu của Triều Tiên nhằm vào chiếc máy bay, và việc một trong những đặc vụ chịu trách nhiệm về vụ tấn công là Kim Hyon-hui đến Seoul chỉ một ngày trước cuộc bầu cử đã tạo ra một môi trường có lợi cho Roh Tae-woo. Các tài liệu được giải mật sau đó xác nhận rằng chính phủ của Chun Doo-hwan đã cố tình tìm cách khai thác các sự kiện để thu lợi ích về chính trị, bao gồm cả việc đảm bảo rằng Kim Hyon-hui sẽ bị dẫn độ trước cuộc bầu cử.
Cuộc bầu cử cuối cùng diễn ra vào ngày 16 tháng 12. Roh Tae-woo được bầu làm tổng thống, nhận được 36,6% phiếu bầu, với tỷ lệ cử tri đi bầu là 89,2%. Phiếu của phe đối lập bị phân chia giữa Kim Young-nam được 28%, và Kim Dae-jung nhận được 27%. Cuộc bầu cử này đánh dấu sự khởi đầu của nền Cộng hòa thứ sáu.

## Trong văn hoá đại chúng
Một phân đoạn của bộ phim Kẹo bạc hà 박하사탕 năm 1999, kể về 20 năm lịch sử Hàn Quốc, có lấy bối cảnh các sự kiện năm 1987, khi nhân vật chính đang làm cảnh sát.
Năm 2009, Choi Kyu-sok xuất bản 100°C, một tiểu thuyết đồ họa dựa trên các sự kiện của Cuộc nổi dậy tháng Sáu. Bản dịch tiếng Anh được University of Hawaiʻi Press phát hành vào năm 2023.
Năm 2017, bộ phim 1987: When the Day Comes do Jang Joon-hwan đạo diễn đã mô tả cách thức cái chết của Park Jong-chul đã châm ngòi cho một chuỗi sự kiện dẫn đến cuộc nổi dậy quần chúng vào tháng 6.
Bộ phim truyền hình Snowdrop năm 2021, phát sóng trên JTBC, mô tả một câu chuyện hư cấu lấy bối cảnh theo Đấu tranh Tháng Sáu. Bộ phim gây ra tranh cãi lớn, bao gồm việc rút nhà tài trợ và kêu gọi hủy chiếu. Phim bị buộc tội chủ nghĩa phủ định lịch sử do nhân vật nam chính là một đặc vụ Triều Tiên đóng giả là một nhà hoạt động sinh viên; điều này đã lặp lại những cáo buộc của chính phủ Chun Doo-hwan chống lại phong trào đối lập. Phim cũng bị cáo buộc tôn vinh hành động của Cơ quan Kế hoạch An ninh Quốc gia.